# 듬보비차강

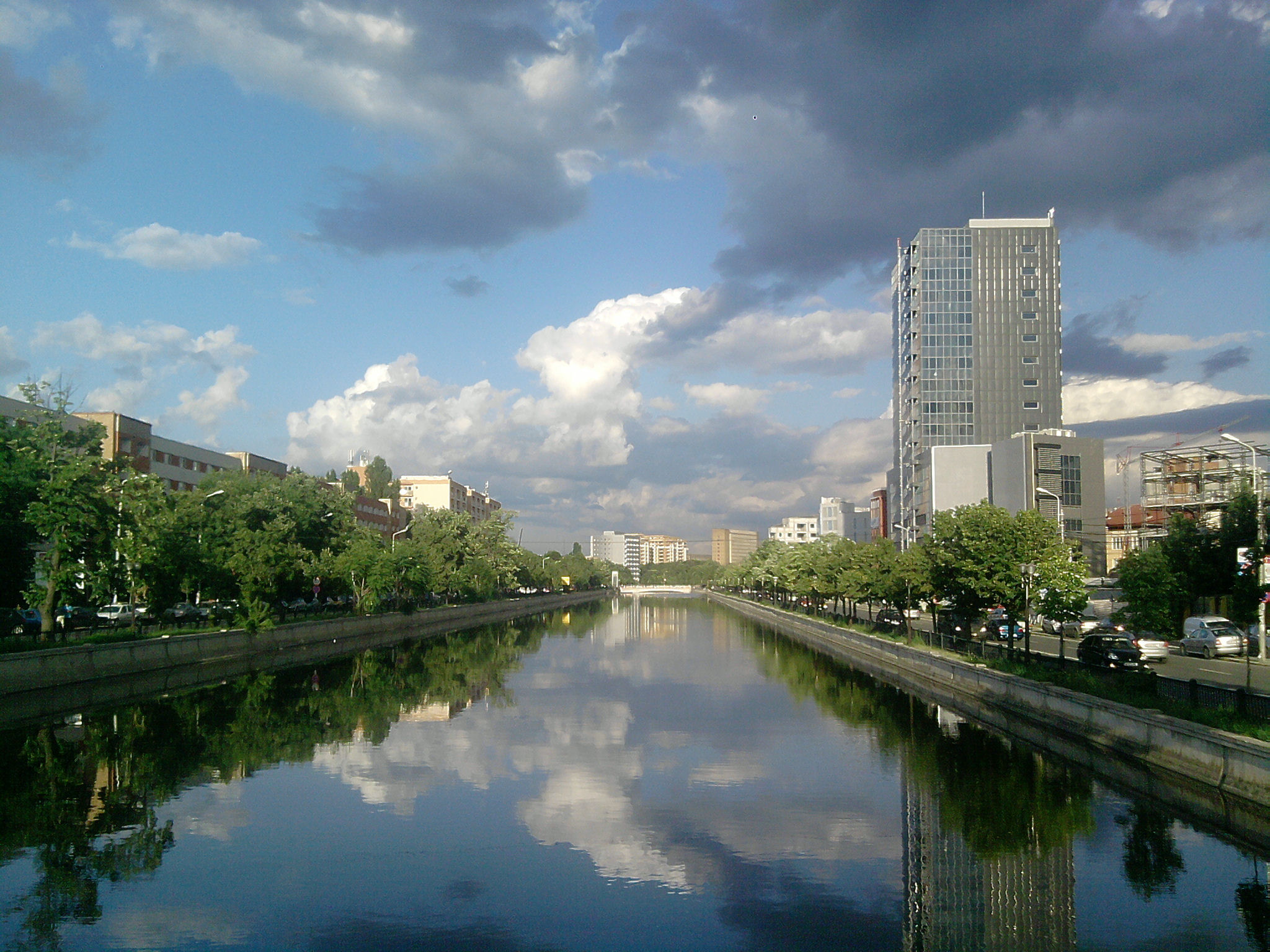
부쿠레슈티의 듬보비차강

듬보비차강(Dâmbovişa, 루마니아어 발음: [ˈdɨmbovitsa])은 루마니아의 강이다. 수원은 이에제르 산맥과 파가라슈 산맥을 나누는 산길인 커마투라 오티쿨루이(Curmătura Oticului)에 있다. 부쿠레슈티를 통과하여 컬러라시주의 부데슈티 근처 아르게슈강으로 흘러간다. 길이는 286km(178마일)이고 유역 크기는 2,824km2(1,090평방마일)이다. 듬보비차주는 강의 이름을 따서 명명되었다.

## 이름
듬보비차라는 이름은 한때 왈라키아 평야의 참나무 숲을 통해 흘러나왔기 때문에 "참나무"를 의미하는 일반 슬라브어 dūbŭ(дѫбъ)에서 파생된 슬라브어 유래이다. 발레아 블라둘루이(Valea Vladului)의 상류에 있는 상류 코스는 발레아 보아카술루이(Valea Boarcăşului)라고도 불린다.